# Centro Universitário e Colégio Carlos Drummond de Andrade
O Centro Universitário e Colégio Carlos Drummond de Andrade é uma instituição de ensino localizada na cidade de São Paulo. Antes conhecida como Faculdade Drummond e Colégio Drummond, faz parte da Escola de Ensino Superior São Jorge, ou Grupo Educacional Drummond, nome em homenagem ao poeta e escritor Carlos Drummond de Andrade.
Possui quatro unidades na Zona Leste da capital (Tatuapé, Penha, Ponte Rasa e Vila Formosa).
A instituição teve sua fundação no final da década de 1960, no bairro do Tatuapé.

## História
Formado no final da década de 1960 (a data não está precisa) como Centro Educacional Califórnia, localizado no bairro do Tatuapé, na Zona Leste de São Paulo.
Em 1978 teve início seu processo de expansão, com a ampliação da estrutura física do próprio Colégio, e na sequência, em 1982, quando foi incorporado ao Colégio Alvorada, no bairro de Vila Formosa.
Sua segunda unidade, no bairro da Penha, foi inaugurada em 1980, com o nome de Escola João XXIII.
No distrito da Ponte Rasa, o Grupo incorporou o Colégio Radial, transformando-o em Colégio Drummond Ponte Rasa, em 1987, já em homenagem ao poeta Carlos Drummond de Andrade, falecido naquele ano.
Em 1989, o Colégio Drummond Tatuapé foi inaugurado.
Em 1998, a Faculdade Carlos Drummond de Andrade recebe autorização para funcionamento e inicia sua trajetória com os cursos de Ciências Contábeis e Administração.

### Colégio
O Colégio Drummond conta com cinco unidades na Zona Leste da cidade de São Paulo:
- Colégio Drummond Tatuapé
- Escola João XXIII - Penha
- Colégio Comendador - Penha
- Colégio Drummond Ponte Rasa
- Colégio Alvorada - Vila Formosa

### UniDrummond
Faculdade Drummond é credenciada como Centro Universitário Carlos Drummond de Andrade, pela Portaria do Ministério da Educação de nº 420, datado de 4 de maio de 2018, sendo também conhecida com a abreviação UniDrummond.
A instituição possui quatro campi localizados na Zona Leste da cidade de São Paulo:
- Campus Tatuapé
- Campus Penha
- Campus Ponte Rasa
- Campus Vila Formosa